# Erath County
Das Erath County ist ein County im Bundesstaat Texas der Vereinigten Staaten. Das U.S. Census Bureau hat bei der Volkszählung 2020 eine Einwohnerzahl von 42.545 ermittelt. Der Sitz der Countyverwaltung (County Seat) befindet sich in Stephenville. Das County gehört zu den Dry Countys, was bedeutet, dass der Verkauf von Alkohol eingeschränkt oder verboten ist.

## Geographie
Das County liegt etwa 70 km nordöstlich des geographischen Zentrums von Texas und hat eine Fläche von 2823 Quadratkilometern, wovon 9 Quadratkilometer Wasserfläche sind. Es grenzt im Uhrzeigersinn an folgende Countys: Palo Pinto County, Hood County, Somervell County, Bosque County, Hamilton County, Comanche County und Eastland County.

## Geschichte
Erath County wurde am 25. Januar 1856 aus Teilen des Bosque County und Coryell County gebildet und die Verwaltungsorganisation am 4. August gleichen Jahres abgeschlossen. Benannt wurde es nach George Bernard Erath, der im Jahr 1833 aus Österreich nach Texas migrierte und 1836 Teilnehmer an der Schlacht von San Jacinto gewesen war. Danach war er einige Jahre lang Abgeordneter in der State Legislature der Republik Texas und später von Texas.
Acht Bauwerke und Stätten des Countys sind im National Register of Historic Places (NRHP) eingetragen (Stand 18. Mai 2019).

## Demografische Daten

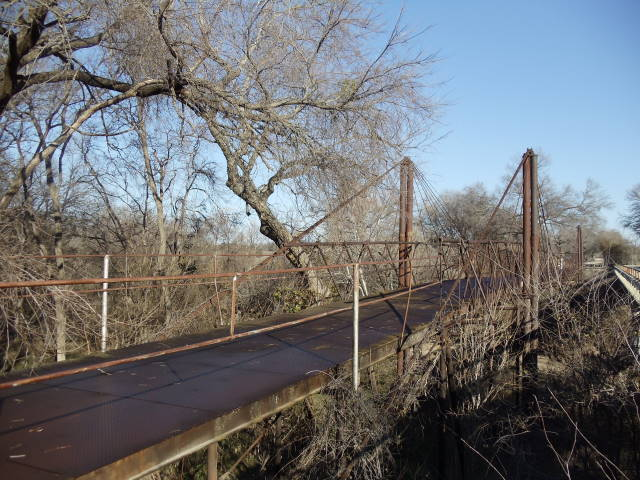
Die Bluff Dale Suspension Bridge gelistet im NRHP unter der Nr. 77001440

Nach der Volkszählung im Jahr 2000 lebten im Erath County 33.001 Menschen in 12.568 Haushalten und 8.106 Familien. Die Bevölkerungsdichte betrug 12 Einwohner pro Quadratkilometer. Ethnisch betrachtet setzte sich die Bevölkerung zusammen aus 89,72 Prozent Weißen, 0,82 Prozent Afroamerikanern, 0,66 Prozent amerikanischen Ureinwohnern, 0,36 Prozent Asiaten, 0,03 Prozent Bewohnern aus dem pazifischen Inselraum und 6,78 Prozent aus anderen ethnischen Gruppen; 1,63 Prozent stammten von zwei oder mehr Ethnien ab. 15,03 Prozent der Einwohner waren spanischer oder lateinamerikanischer Abstammung.
Von den 12.568 Haushalten hatten 31,0 Prozent Kinder oder Jugendliche, die mit ihnen zusammen lebten. 53,7 Prozent waren verheiratete, zusammenlebende Paare, 7,2 Prozent waren allein erziehende Mütter und 35,5 Prozent waren keine Familien. 27,7 Prozent waren Singlehaushalte und in 10,1 Prozent lebten Menschen im Alter von 65 Jahren oder darüber. Die durchschnittliche Haushaltsgröße betrug 2,48 und die durchschnittliche Familiengröße betrug 3,08 Personen.
24,6 Prozent der Bevölkerung war unter 18 Jahre alt, 17,0 Prozent zwischen 18 und 24, 25,9 Prozent zwischen 25 und 44, 19,1 Prozent zwischen 45 und 64 und 13,4 Prozent waren 65 Jahre alt oder älter. Das Medianalter betrug 31 Jahre. Auf 100 weibliche Personen kamen 97,8 männliche Personen und auf 100 Frauen im Alter von 18 Jahren oder darüber kamen 95,9 Männer.
Das jährliche Durchschnittseinkommen eines Haushalts betrug 30.708 USD, das Durchschnittseinkommen einer Familie betrug 39.491 USD. Männer hatten ein Durchschnittseinkommen von 27.972 USD, Frauen 20.765 USD. Das Prokopfeinkommen betrug 16.655 USD. 10,3 Prozent der Familien und 16,0 Prozent der Einwohner lebten unterhalb der Armutsgrenze.

## Orte im County
- Alexander
- Bluff Dale
- Bunyan
- Chalk Mountain
- Clairette
- Dublin
- Duffau
- Edna Hill
- Hannibal
- Harbin
- Highland
- Huckabay
- Johnsville
- Lingleville
- Morgan Mill
- Patillo
- Purves
- Selden
- Stephenville
- Thurber
- Welcome Valley